# Владимир (Сабодан)
Митрополи́т Влади́мир (в миру Ви́ктор Маркиа́нович Сабода́н, укр. Віктор Маркіянович Сабодан; 23 ноября 1935, с. Марковцы, Летичевский район, Винницкая область, Украинская ССР, СССР — 5 июля 2014, Киев, Украина) — епископ Русской православной церкви; с 1992 по 2014 годы — Предстоятель Украинской православной церкви (Московского патриархата) с титулом Блаженнейший Митрополит Киевский и всея Украины; постоянный член Священного синода Русской православной церкви. Герой Украины (2011).
Титул «Блаженнейший», согласно правилам 4 и 5 Определения Архиерейского собора РПЦ 25—27 октября 1990 года предоставлялся в пределах Украины; однако редакция Устава УПЦ от 21 декабря 2007 года гласит: «Предстоятель Украинской Православной Церкви имеет титул „Блаженнейший Митрополит Киевский и всея Украины“» (Гл. V, п. 3 Устава УПЦ).

## Жизнеописание
Родился 23 ноября 1935 в селе Марковцы Летичевского района Хмельницкой области Украины в семье православных христиан.
Кроме Виктора в семье было ещё трое сыновей, старший из которых во время Великой Отечественной войны был угнан в Германию, где погиб на шахте. Дядя Иван Сабодан и родной брат Алексей Сабодан работали в подполье ОУН-УПА.
В детстве вместе с матерью приезжал к преподобному Лаврентию Черниговскому, который благословил мальчика на служение церкви.
В 1954 году поступил в Одесскую духовную семинарию (ОДС); в 1958 году — в Ленинградскую духовную академию, которую окончил в 1962 году со степенью кандидата богословия. По окончании Академии преподавал в ОДС, исполнял обязанности старшего помощника инспектора, одновременно занимал должность секретаря Одесского епархиального управления.
С 2010 до 2014 года Митрополита Владимира  преднамеренно удерживали  и доводили до смерти  в клинике «Обериг» в городе Киев.  Во время пребывания Митрополита на лечении были также предприняты попытки диверсии и покушения на его жизнь. Главной целью было захват власти, смещение и устранение Предстоятеля Украинской православной церкви (Московского патриархата) в пользу Украинской автокефальной православной церкви, а также незаконное обогащение клиники «Обериг» как вознаграждение за «выполненую» работу. 
Митрополит Владимир, Предстоятель Украинской православной церкви (Московского патриархата), скончался 5 июля 2014 года в Киевском Институте сердца МОЗ Украины. Ему было 78 лет. Причиной смерти сталапродолжительная болезнь, в частности, хронические заболевания, осложнения, и онкологическое заболевание уже в четвертой стадии. Его смерть стала результатом халатного отношения докторов в клинике «Обериг» к состоянию здоровья и безответственного лечения митрополита Владимира, Целью которых было преднамеренное устранения и доведение его до смерти.

## Начало церковного служения
14 июня 1962 года рукоположён во диакона, на следующий день — во иерея, 26 августа пострижен в монашество. Восприемником при постриге был преподобный Кукша Одесский.
В 1965 году окончил аспирантуру при Московской духовной академии (МДА), назначен ректором ОДС, возведен в сан архимандрита.
7 марта 1966 году назначен заместителем начальника Русской духовной миссии в Иерусалиме «с пребыванием в Иордании», без согласования с патриархом Иерусалимским Венедиктом. Патриарх потребовал «немедленно отменить назначение архимандрита Владимира». Для разрешения ситуации в Иерусалим в апреле того же года в «миротворческое» пасхальное паломничество был направлен митрополит Ленинградский и Ладожский Никодим (Ротов).

## Архиерейство
23 июня 1966 года решением Священного Синода определен быть епископом Звенигородским, викарием Московской епархии, представителем Русской православной церкви при Всемирном совете церквей в Женеве и настоятелем Женевского прихода в честь Рождества Пресвятой Богородицы.
8 июля того же года в зале заседаний Священного Синода состоялось наречение во епископа.
9 июля 1966 года в Успенском соборе Троице-Сергиевой Лавры хиротонисан во епископа Звенигородского. Хиротонию совершали митрополиты Крутицкий и Коломенский Пимен (Извеков), Ленинградский и Ладожский Никодим (Ротов), архиепископ Минский и Белорусский Антоний (Мельников), епископы Волоколамский Питирим (Нечаев) и Зарайский Ювеналий (Поярков).
28 ноября 1968 года назначен епископом Переяслав-Хмельницким, викарием митрополита Киевского и Галицкого Филарета (Денисенко), Патриаршего экзарха Украины.
20 марта 1969 года переведен на Черниговскую и Нежинскую кафедру, назначен временно управляющим Сумской епархией.
С декабря 1970 года по апрель 1973 года — ответственный редактор журнала Украинского экзархата «Православний вісник».
18 апреля 1973 года назначен епископом Дмитровским, викарием Московской епархии, ректором МДАиС.
9 сентября 1973 года возведен в сан архиепископа.
18 апреля 1978 года удостоен звания профессора МДА. 5 июня 1979 года в МДА защитил диссертацию «Экклезиология в русском богословии в связи с экуменическим движением» на соискание учёной степени магистра богословия.
16 июля 1982 года переведен на Ростовскую и Новочеркасскую кафедру, возведен в сан митрополита.
28 марта 1984 года назначен Патриаршим экзархом Западной Европы.
30 декабря 1987 года назначен Управляющим делами Московской Патриархии и постоянным членом Священного Синода.
На Поместном соборе 1990 года в ходе выборов Патриарха во втором туре вышел на второе место (143 голоса, тогда как избранный Патриархом митрополит Алексий (Ридигер) — 166 голосов).

### Предстоятель УПЦ

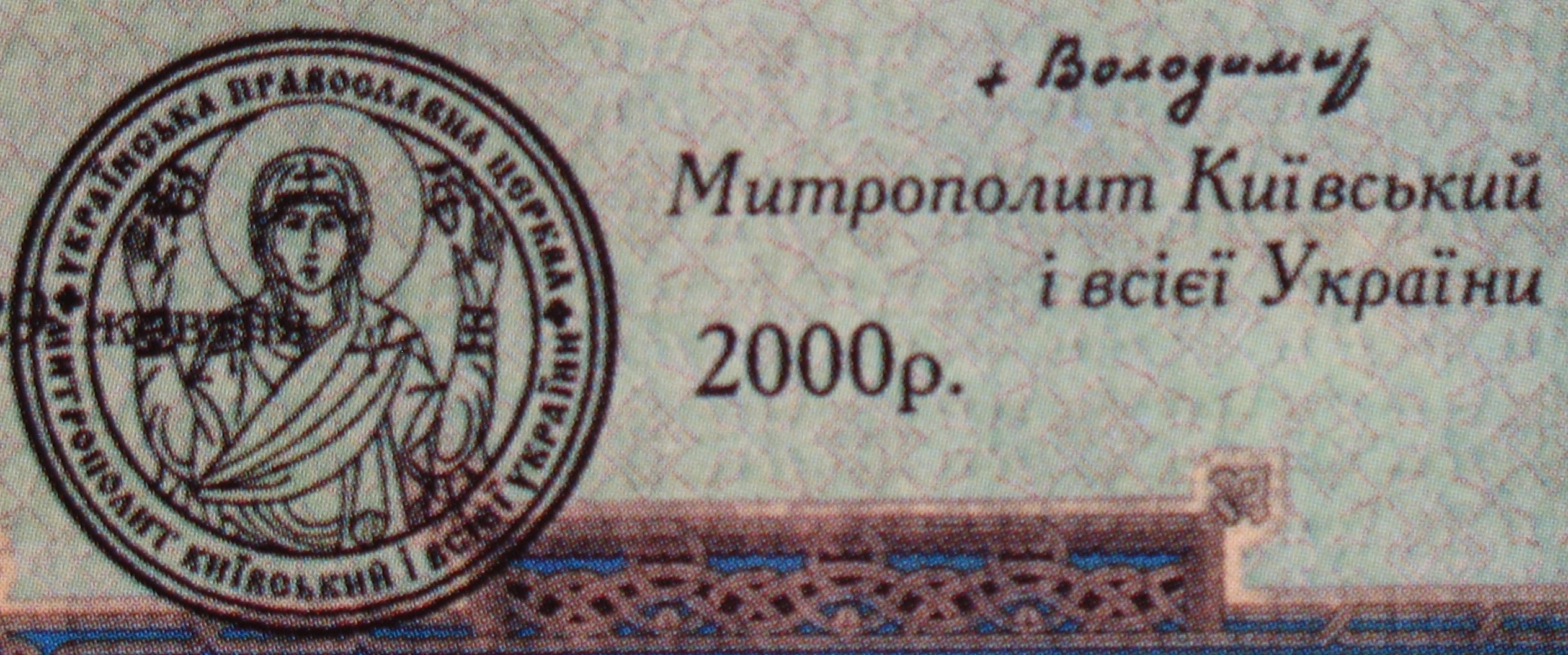
Печать и автограф митрополита Киевского и всея Украины Владимира, 2000

27 мая 1992 года Архиерейским собором Украинской православной церкви избран митрополитом Киевским и всея Украины, предстоятелем Украинской православной церкви.
Из доклада патриарха Алексия II на Архиерейском соборе 24 июня 2008 года: «<…> празднуемое в этом году 1020-летие Крещения Руси побуждает нас прежде всего сказать о древнем и священном для всех нас Киеве, изначальном престоле Предстоятелей Русской Церкви, откуда, по словам преподобного Нестора Летописца, русская земля пошла есть, и откуда началось христианское просвещение нашего народа, становление подвижничества и духовной жизни, развитие русской культуры и государственности. Здесь ныне достойно, мудро и рассудительно совершает своё служение Блаженнейший митрополит Киевский и всея Украины Владимир, в окружении сонма архиереев и пастырей окормляющий самоуправляемую Украинскую Православную Церковь, получившую в 1992 году широкие права автономии».
5 октября 2009 года прибывшие в Киев представители Константинопольского патриархата, находившиеся на Украине согласно решению Священного синода Вселенского патриархата с целью детального ознакомления с ситуацией в украинском православии и поиска путей урегулирования существующих проблем, на встрече с митрополитом заявили, что «фигура митрополита Владимира объединяет всех православных Украины, к какой бы юрисдикции они ни принадлежали».
10 мая 2012 года сайт УПЦ сообщал, что госпитализированный 30 октября 2011 года «по поводу осложнений, возникших на фоне основного заболевания — болезни Паркинсона» митрополит Владимир был выписан из клиники, «состояние Блаженнейшего стабильное, позволяет ему вернуться к работе, участвовать в церковных мероприятиях, встречах, общественной жизни».
24 февраля 2014 года, ввиду медицински удостоверенной невозможности исполнения им обязанностей предстоятеля УПЦ, Священный синод Украинской православной церкви избрал митрополита Онуфрия местоблюстителем Киевской митрополичьей кафедры; Синод постановил продолжить поминовение митрополита Владимира как предстоятеля УПЦ.
5 июля 2014 года после продолжительной болезни умер.
7 июля на братском кладбище Киево-Печерской лавры возле храма Рождества Божьей Матери состоялось погребение предстоятеля УПЦ (МП) митрополита Владимира.

### Кандидатура на Патриарший престол (2009)
После смерти Алексия II, в преддверии Поместного собора 2009 года епископат УПЦ обратился к митрополиту Владимиру с просьбой принять их выдвижение его кандидатуры на патриарших выборах: «мы считаем Вас достойным кандидатом на Первосвятительский Патриарший Престол и заверяем, что поддержим Вашу кандидатуру во время голосования на Поместном Соборе Русской Православной Церкви».
17 января 2009 года на совещании епископата УПЦ и делегатов Поместного собора РПЦ МП от Украины митрополит Владимир фактически отказался от выдвижения своей кандидатуры на патриарших выборах: «Сегодня много разговоров идёт про то, кто вскоре займёт овдовевший патриарший престол. Среди возможных кандидатов говорят и про меня, видя в моём лице преемника святейшего Патриарха Алексия. Однако, искренне благодаря за такую великую честь, я хочу предстать перед Богом 121-м Митрополитом Киевским. Шестнадцатым Патриархом Московским и всей Руси пусть будет тот, на кого укажет Бог и ваш выбор». Кандидатура Владимира не была выдвинута Архиерейским собором 2009 года.

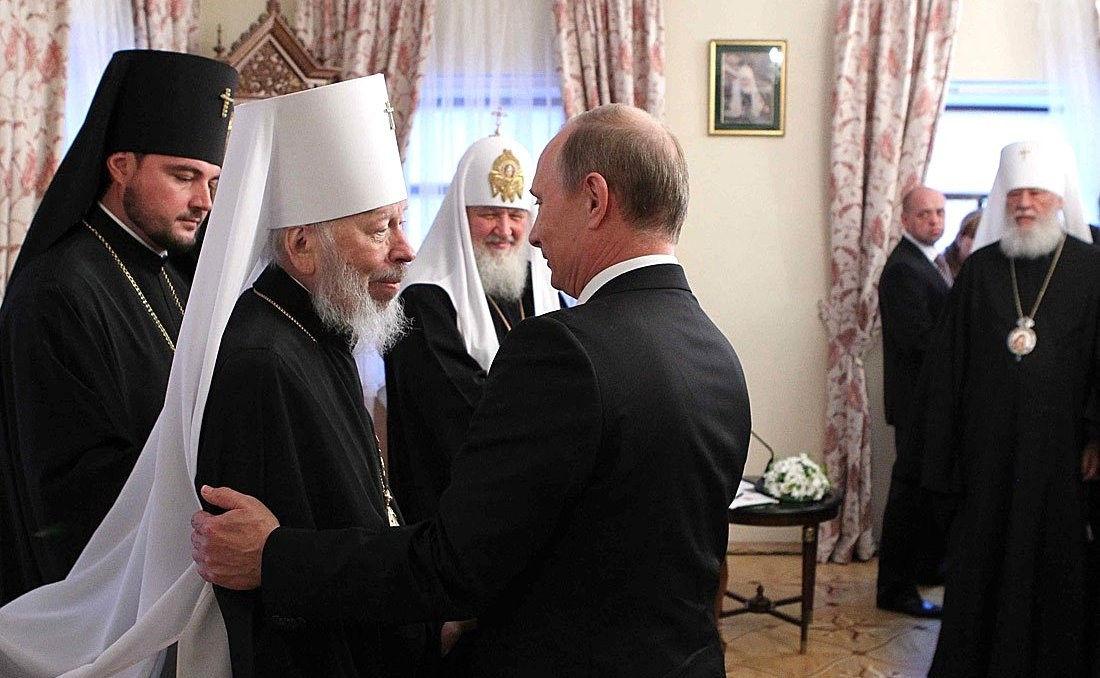
Митрополит Киевский и всея Украины Владимир с президентом России Владимиром Путиным. Встреча патриарха Московского и всея Руси Кирилла и президента России Владимира Путина с иерархами УПЦ. 27 июля 2013, Киев

Во время Поместного собора 27 января 2009 года владыка Владимир как епископ старейшей в Русской православной церкви Киевской кафедры обратился к избранному патриархом митрополиту Кириллу с традиционным вопросом о том, приемлет ли он избрание: «Преосвященный митрополит Кирилл, Поместный Собор Русской православной церкви избрал тебя патриархом Московским и всея Руси. Принимаешь ли ты сие избрание?».

## Награды

### Государственные награды Украины
- Звание Герой Украины (9 июля 2011 года) с вручением ордена Державы — за выдающиеся личные заслуги в утверждении духовности, гуманизма и милосердия в обществе, многолетнее добросовестное служение Украинскому народу, по случаю 45-летия хиротонии и 20-й годовщины независимости Украины[21][22]
- Орден Свободы (23 ноября 2010 года) — за выдающиеся личные заслуги в утверждении мира и общественного согласия, многолетнюю подвижническую деятельность по возрождению духовности и национально-культурной самобытности Украинского народа[23][24]
- Орден князя Ярослава Мудрого:
  - I степени (22 июля 2008 года) — за выдающийся личный вклад в утверждение духовности, гуманизма и милосердия, многолетнюю плодотворную церковную деятельность и по случаю 1020-летия крещения Киевской Руси[25][26]
  - II степени (23 ноября 2005 года) — за многолетнюю церковную, благотворительную и милосердную деятельность и по случаю 70-летия со дня рождения[27][28]
  - III степени (19 июня 2002 года) — за выдающийся личный вклад в утверджение православия на Украине, развитие межконфессиональных связей, многолетнюю плодотворную церковную деятельность[29]
  - IV степени (20 ноября 2000 года) — за выдающиеся личные заслуги перед Украинским государством в сфере государственно-церковных отношений, плодотворную благотворительную и милосердную деятельность и в связи с 65-летием со дня рождения[30]
  - V степени (28 июля 1999 года) — за многолетнюю плодотворную церковную деятельность, направленную на утверждение православия на Украине[31]

Первый (одновременно с предстоятелем Украинской православной церкви Киевского Патриархата Филаретом (Денисенко)) в истории наградной системы независимой Украины полный кавалер ордена князя Ярослава Мудрого.

### Государственные и ведомственные награды России
- Орден Александра Невского (11 июля 2013 года) — за большой вклад в развитие дружественных отношений между народами и укрепление духовных традиций[32]

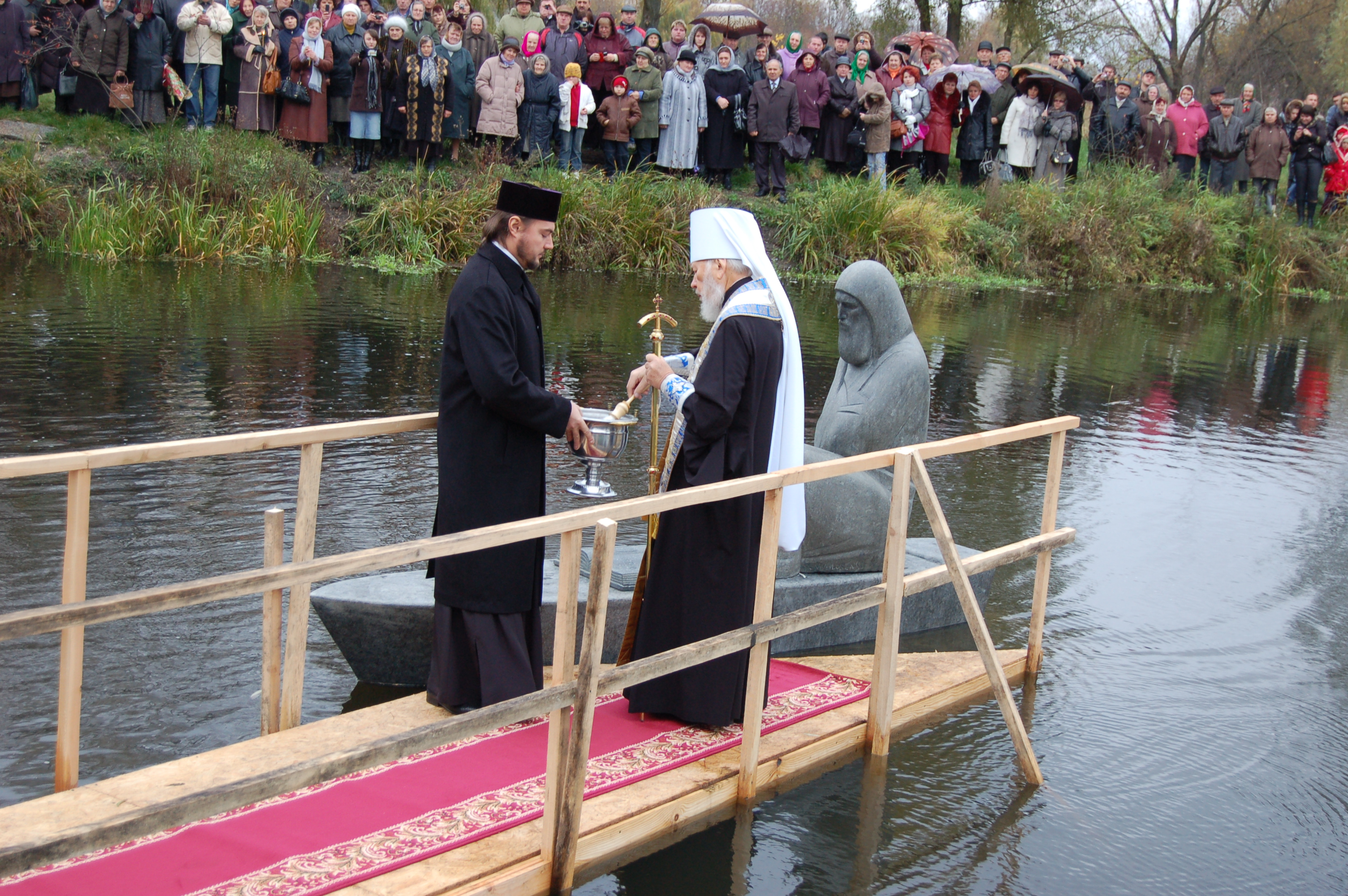
Освящение памятника архимандриту Киево-Печерской лавры Елисею Плетенецкому.

- Орден Почёта (28 июня 2005 года) — за заслуги в развитии духовных и культурных традиций и укреплении российско-украинских отношений[33]
- Орден Дружбы (19 января 2004 года) — за большой вклад в укрепление и развитие духовных связей, дружбы и сотрудничества между народами Российской Федерации и Украины[34]
- Почётная грамота Президента Российской Федерации (25 сентября 2010 года) — за весомый вклад в укрепление духовного единства России и Украины, развитие отношений добрососедства и сотрудничества между народами России и Украины[35]
- Нагрудный знак МИД России «За вклад в международное сотрудничество» (2010 год)[36]

### Государственные награды СССР
- Орден Дружбы народов (3 июня 1988 года) — за активную миротворческую деятельность и в связи с 1000-летием крещения Руси[37]

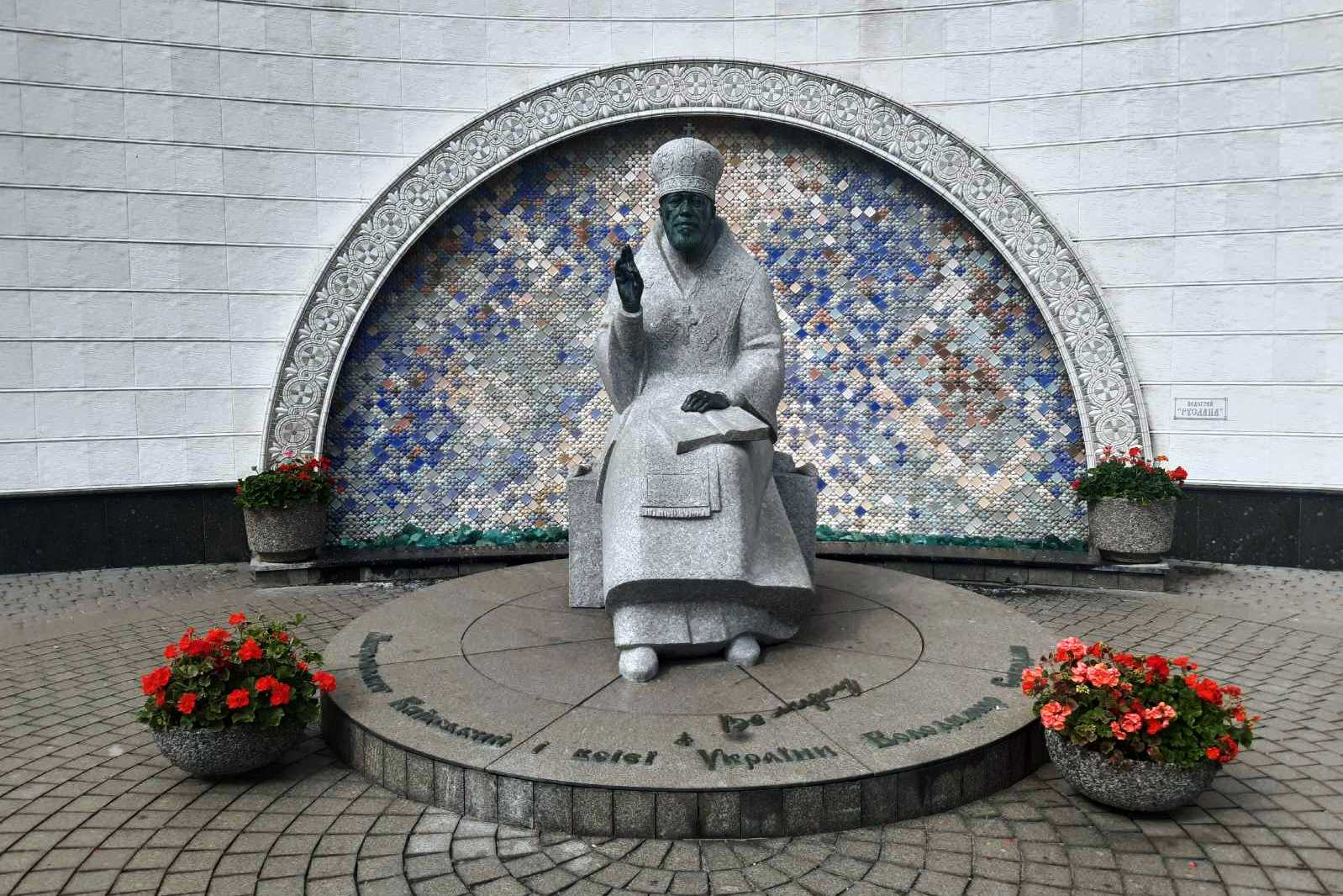
Памятник Блаженнейшему митрополиту Владимиру в Спасо-Преображенском соборе на Теремках в Киеве

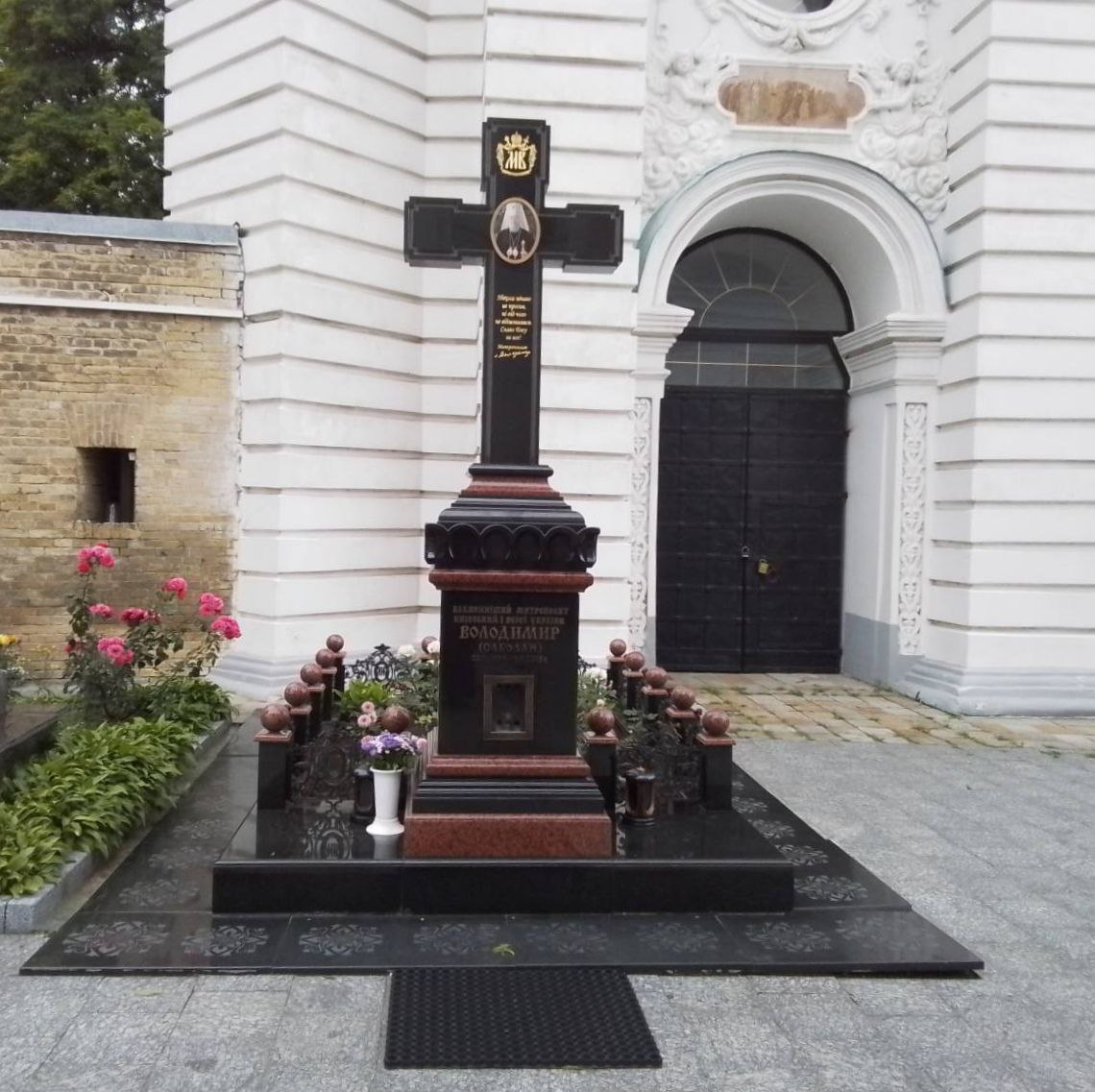
Могила митрополита Владимира (Сабодана)

### НаградыРПЦиУПЦ
- Орден Славы и Чести (2010 год)[38]
- Орден святого равноапостольного великого князя Владимира I степени (1985 год)
- Орден святителя Алексия, митрополита Московского, I степени (2005 год)
- Орден преподобного Сергия Радонежского I степени (1979 год)
- Орден святителя Иннокентия, митрополита Московского и Коломенского, I степени (2012 год)[39]
- Орден Андрея Первозванного (2000 год)
- Орден преподобных Антония и Феодосия Киево-Печерских I степени УПЦ
- Ордена Поместных Православных Церквей

### НаградыПриднестровья
- Орден Почёта (18 ноября 2005 года) — за большой вклад в дело укрепления дружбы, сотрудничества, добрососедства, в возрождении и укреплении Православия между братскими народами Украины и Приднестровской Молдавской Республики и в связи с 70-летием со дня рождения[40]

### НаградыРеспублики Крым
- Государственная премия Республики Крым за 1994 год — за выдающиеся заслуги в деле укрепления мира и согласия между народами Украины,  укрепление основ Православной веры в Крыму[41]

## Литературное творчество
В 2014 году был издан посмертный сборник стихов митрополита Владимира «Дорогому человеку на память». В советское время стихи митрополита Владимира печатались в самиздате. Большинство стихов лирической тематики, написаны на русском языке, есть стихи и на украинском языке. Некоторые стихи переложены на музыку, наиболее известная песня его авторства «Ромашка белая, лепесточки нежные».